# Padany
Paatene
Padany (en russe : Па́даны, Padany) ou Paatene (en carélien : Poadane, Poadanenkylä, Poaen, en finnois : Paatene) est un village de l'établissement rural de Padany, dont elle est le chef-lieu, du raïon de Karhumäki en république de Carélie

## Géographie
Paatene est situé sur la rive ouest du lac Seesjärvi, à 95 kilomètres kilomètres au nord-ouest de Karhumäki.

## Démographie
Recensements (*) ou estimations de la population
| 1989  | 2009  | 2010 | 2013 |
| ----- | ----- | ---- | ---- |
| 1 558 | 1 158 | 937  | 800  |